# Бэр-Крик 3 (аэропорт)
Аэропорт Бэр-Крик 3 (англ. Bear Creek 3 Airport; (ИАТА: BCC, FAA LID: Z48)) — государственный гражданский аэропорт, расположенный в 6 километрах к западу от центрального делового района города Бэр-Крик (Аляска), США.

## Операционная деятельность
Аэропорт Бэр-Крик 3 расположен на высоте 226 метров над уровнем моря и эксплуатирует одну взлётно-посадочную полосу:
- 15/33 размерами 511×12 метров с гравийным покрытием[1].

За период с 31 декабря 2005 года по 31 декабря 2006 года аэропорт Бэр-Крик 3 обработал 300 операций взлётов и посадок самолётов (25 операций ежемесячно). Из них 67 % пришлось на аэротакси и 33 % — на авиацию общего назначения.